# Теодора I от Тускулум
Теодора I Стара (Theodora; * ок. 870; † сл. 916) е съпруга на римския сенатор, magister militum и водач на римските благородници Теофилакт I от Тускулум и с титлите senatrix или serenissima vestaratrix участва в неговото управление на Рим.
Тя има голямо влияние при връщането на папа Сергий III (904 – 911) и избора на Анастасий III (911 – 913), Ландон (913 – 914) и Йоан X (914 – 928) за папа. Майка е на Марозия и Теодора II Млада.